# Czesław Sobierajski
Czesław Stanisław Sobierajski (ur. 5 czerwca 1952 w Kielcach) – polski polityk, przedsiębiorca, poseł na Sejm X, I, III, VII i VIII kadencji (1989–1993, 1997–2001, 2014–2019).

## Życiorys
W 1981 ukończył liceum ogólnokształcące dla pracujących w Knurowie, a w 1986 Policealne Technikum Mechaniczne dla Pracujących w Gliwicach. W 1975 podjął pracę w Knurowie jako górnik w Kopalni Węgla Kamiennego „Szczygłowice”, po czym w okresie 1982–1986 był zatrudniony w „Koksoremie” w jako ślusarz-spawacz.
W 1980 wstąpił do Niezależnego Samorządnego Związku Zawodowego „Solidarność”, w stanie wojennym został internowany na okres od 29 maja do 30 września 1982. W latach 1989–1991 był posłem na Sejm X kadencji z ramienia Komitetu Obywatelskiego, a w latach 1991–1993 posłem I kadencji z listy Porozumienia Obywatelskiego Centrum.
Należał do Porozumienia Centrum, był prezesem zarządu wojewódzkiego tej partii. Z jej rekomendacji w ramach Akcji Wyborczej Solidarność od 1997 do 2001 sprawował mandat posła III kadencji. W latach 1998–2002 pełnił funkcję radnego sejmiku śląskiego I kadencji.
W 1999 został członkiem Porozumienia Polskich Chrześcijańskich Demokratów. W tym samym roku pobrał około 39 tys. zł odprawy górniczej przysługującej pracownikom odchodzącym z kopalń, sprawując w tym czasie mandat poselski i będąc w Sejmie sprawozdawcą ustawy wprowadzającej to uprawnienie. Poseł również z niego skorzystał, mimo że od dziewięciu lat w kopalni, w której był zatrudniony, przebywał na urlopie bezpłatnym. Zachowanie takie, chociaż zgodne z prawem, zostało uznane za nieetyczne, co skutkowało udzieleniem mu upomnienia przez sejmową Komisję Etyki Poselskiej. Po nagłośnieniu sprawy zadeklarował przeznaczenie części pieniędzy na pomoc dla Kosowa.
W 2001 bez powodzenia ubiegał się o reelekcję, zajął się prowadzeniem własnej działalności gospodarczej. W 2004 startował w wyborach uzupełniających do Senatu z ramienia własnego komitetu „Chadecja Śląska”, zajmując 7. miejsce wśród 9 kandydatów. W 2006 został przyjęty do Prawa i Sprawiedliwości, uzyskując z list tej partii mandat radnego sejmiku III kadencji. W 2010 kolejny raz został wybrany na radnego województwa i został szefem klubu radnych tej partii. W wyborach parlamentarnych w 2007 i 2011 bezskutecznie kandydował do Sejmu z listy PiS. 24 września 2014 objął mandat poselski w miejsce wybranej do Senatu Izabeli Kloc. W 2015 z powodzeniem ubiegał się o poselską reelekcję (otrzymał 5014 głosów). W wyborach w 2019 nie uzyskał ponownie mandatu poselskiego. Powołany później na doradcę wojewody śląskiego.

## Odznaczenia
W 2017 otrzymał Krzyż Wolności i Solidarności.